# Ça gaze
Pour les articles homonymes, voir Gaze (homonymie).
Clip vidéo
[vidéo] « Tony Murena - Ça gaze », sur YouTube
[vidéo] « V.Marceau - Ça gaze », sur YouTube
[vidéo] « Baguette Quartette - Ça gaze (film, avec Jean Gabin) », sur YouTube
Ça gaze est une java de l'accordéoniste français V. Marceau, enregistrée en single en 1929 chez Odeon, un des grands succès de son répertoire et un des standards de la java et de l'accordéon.

## Histoire
Cette java parisienne (variante des valse musette de guinguette et bal musette parisiennes) est composée par l'accordéoniste virtuose V. Marceau, nommée d'après l'expression familière « ça gaze » (« ça va » en argot parisien).

## Reprises et adaptations
Ce standard de l'accordéon est repris par de nombreux accordéonistes, dont entre autres Étienne Lorin (1956), Yvette Horner (1958), Jo Privat (1960), Tony Murena (1961), ou encore André Verchuren (1961)...